# Керен Мое
Керен Мое (англ. Karen Moe, 22 січня 1953) — американська плавчиня.
Олімпійська чемпіонка 1972 року, учасниця 1976 року.